# Sunil

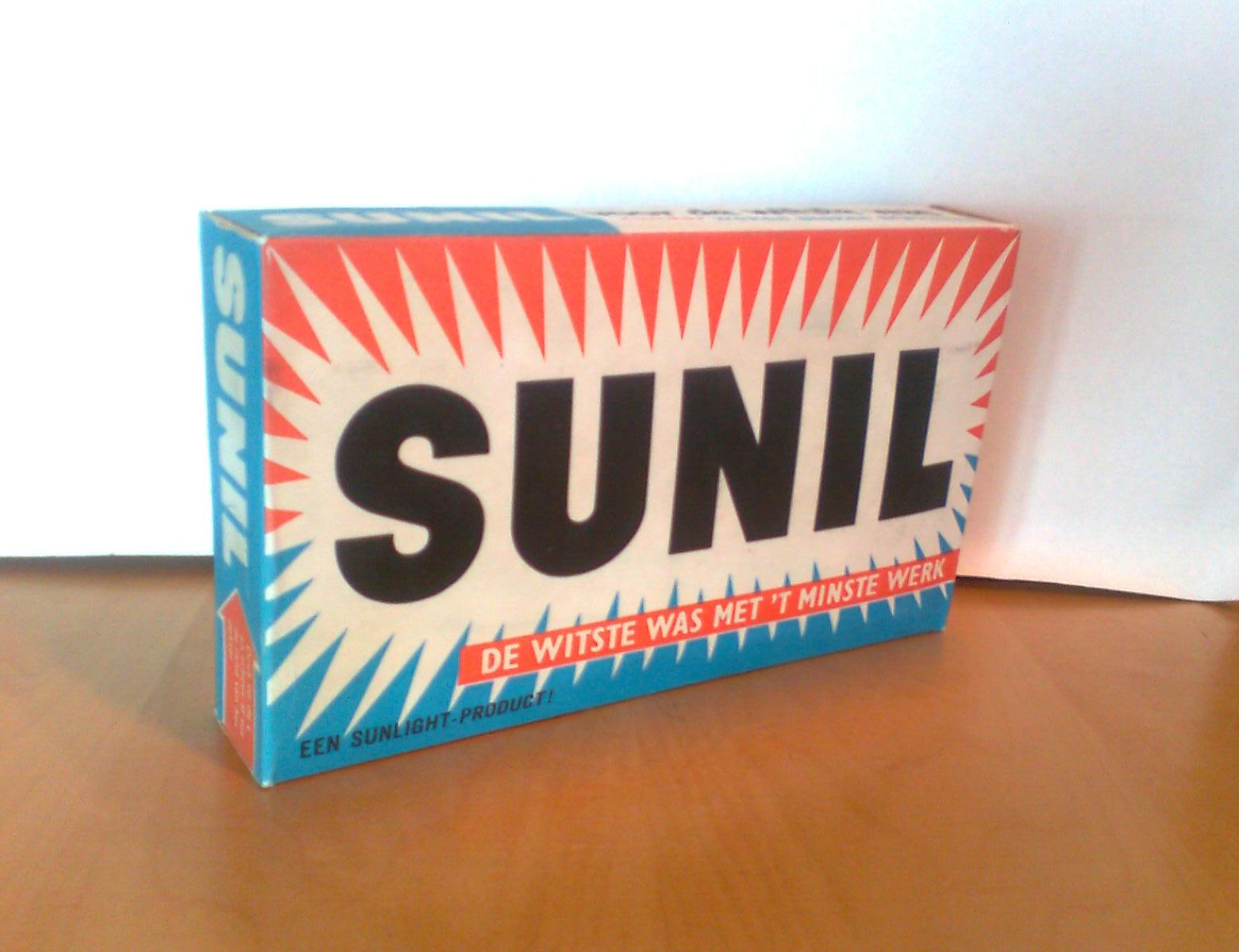
Sunil, verpakking poederwasmiddel voor witte was, onbekend jaar voor 2010

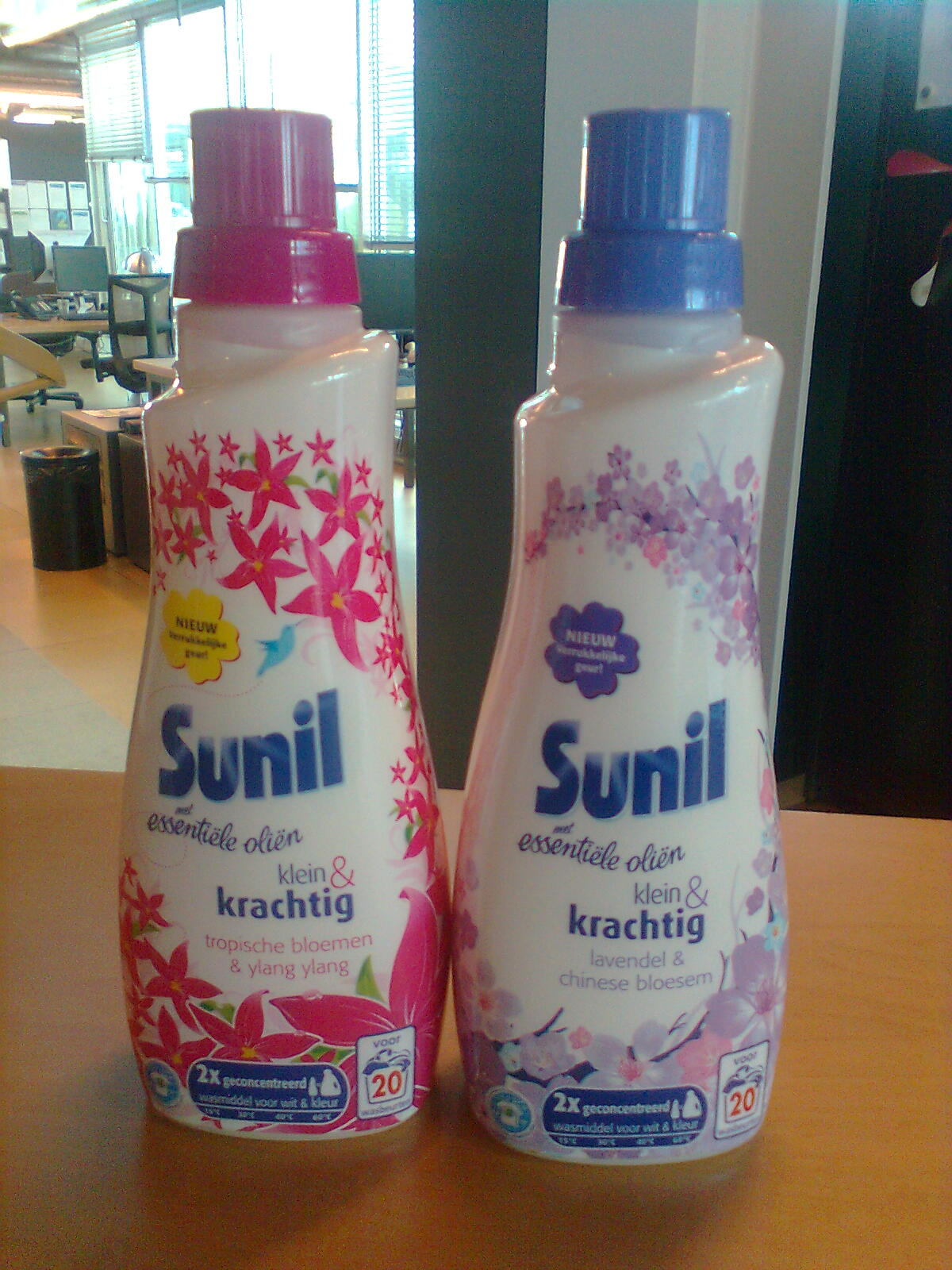
Sunil, verpakkingen vloeibaar wasmiddel, beide voor wit en kleur, waarschijnlijk 2001

Sunil is een oorspronkelijk Nederlands wasmiddel van Unilever. Het is een van de oudste wasmiddelmerken op de Nederlandse markt en heeft in de loop der jaren vele veranderingen van receptuur en verpakking ondergaan. In het verleden werd het geproduceerd als poeder, tablet en in vloeibare vorm. In 2010 werd het vooral verkocht als vloeibaar wasmiddel.
Marktintroductie van Sunil vond plaats in 1954. Het werd aanvankelijk geproduceerd in de Unileverfabriek te Vlaardingen en was, na Radion in de jaren dertig en Omo in 1952, het derde wasmiddel van dit concern dat in de handel kwam. De Vlaardingse fabriek werd gesloten in juni 2008.
Sunil wasmiddel wordt thans geproduceerd in fabrieken in het Verenigd Koninkrijk, Spanje en Italië.